# Valerija Tysjtjenko
Valerija Jevhenivna Tysjtjenko (ukrainska: Валерія Євгенівна Тищенко), född 14 november 2004, är en ukrainsk konstsimmare.

## Karriär
I juni 2022 vid VM i Budapest var Tysjtjenko en del av Ukrainas lag som tog guld i fri kombination och highlight samt silver i det fria programmet. I augusti 2022 vid EM i Rom var hon en del av det ukrainska laget som tog guld i det fria programmet, det tekniska programmet, fri kombination samt i highlight.
I juni 2023 vid europeiska spelen i Kraków-Małopolska var Fjedina en del av Ukrainas lag som tog silver i det akrobatiska lagprogrammet. Följande månad vid VM i Fukuoka var hon en del av Ukrainas lag som tog brons i det fria lagprogrammet.
I februari 2024 vid VM i Doha var Tysjtjenko en del av Ukrainas lag som tog silver i det akrobatiska lagprogrammet.